# Artur Kamilewitsch Achmatchusin
Artur Kamilewitsch Achmatchusin (russisch Артур Камилевич Ахматхузин; * 21. Mai 1988 in Krasnokamsi, Baschkirische ASSR, Russische SFSR) ist ein ehemaliger russischer Florettfechter. 2016 wurde er als Mitglied der russischen Mannschaft Olympiasieger und Europameister.

## Erfolge
Artur Achmatchusin begann 1996 mit dem Fechten. Er nahm an den Olympischen Spielen 2012 in London teil, wo er im Einzel den 16. Rang belegte und mit der Mannschaft Rang fünf. 2013 feierte in Budapest er seinen ersten großen internationalen Erfolg, als er Vizeweltmeister wurde. Im Finalgefecht unterlag er Miles Chamley-Watson mit 6:15. Zwei Jahre darauf verpasste er bei der Weltmeisterschaft in Moskau nach einer 10:15-Halbfinalniederlage gegen Alexander Massialas das Finale und gewann Bronze. Mit der Mannschaft zog er dagegen ins Gefecht um den Titelgewinn ein. Gegen Italien unterlag die Mannschaft mit 38:45. Im selben Jahr wurde er in Montreux mit der Mannschaft Vizeeuropameister hinter Frankreich. Bei der Europameisterschaft 2016 gelang der Mannschaft die Revanche und besiegte Frankreich im Halbfinale. Im letzten Kampf wurde auch Italien bezwungen, sodass Achmatchusin Europameister wurde. Bei den Olympischen Spielen in Rio de Janeiro belegte er im Einzel Rang 15. Mit der Mannschaft, die neben Achmatschusin aus Timur Safin und Alexei Tscheremissinow bestand, erreichte er nach Siegen gegen Großbritannien und die Vereinigten Staaten das Finale, in dem die russische Equipe Frankreich mit 45:41 besiegte und damit Olympiasieger wurde. Die Spiele waren Achmatchusins letzter internationaler Wettkampf.
Mit der Fechterin Julija Raschidowa hat er einen Sohn.